# ディズニースピンオフアニメ一覧
ウォルト・ディズニー・テレビジョンで制作されたディズニー映画のスピンオフアニメの一覧。ディズニー・テレビジョン・アニメーションの項目も参考のほど。日本ではディズニー・チャンネルやトゥーン・ディズニー、ディズニーXD、ディズニージュニア、ディズニータイム、WOWOW、Dlifeなどで放送された。
80年代末に入ってから、派生テレビシリーズの制作が活発に行われた。その多くは原作映画の続編・過去編だが、『チップとデールの大作戦』のような登場人物が別のストーリーで展開するスターシステム作品や、『ハウス・オブ・マウス』のような各作品の登場人物が共演するクロスオーバー作品もある。2010年代に入ってからは、原作映画の世界観の拡張を目指した作品が作られるようになる。2021年現在では、ディズニープラスで『モアナと伝説の海』『ズートピア』『プリンセスと魔法のキス』『モンスターズ・インク』のシリーズ化も予定されている。

## ディズニーアニメーション
- アラジンの大冒険
- 三人の騎士の伝説
- 新くまのプーさん
  - ザ・ブック・オブ・プー
  - プーさんといっしょ
- ターザン
- ジェイクとネバーランドのかいぞくたち
- チップとデールの大作戦
- テイルスピン
  - ジャングル・カブス
  - ジャングル・ブック (TVシリーズ)
- ハウス・オブ・マウス
- パパはグーフィー
- 101匹わんちゃん (TVシリーズ)
  - 101匹わんちゃんストリート
- ヘラクレス
- ボンカーズ ハリウッド大作戦!
- ライオン・キングのティモンとプンバァ
  - ライオン・ガード
- ラマだった王様 学校へ行こう!
- リトル・マーメイド
- リロ・アンド・スティッチ ザ・シリーズ
  - スティッチ!
- ダックテイル
  - クワックパック
  - ダックにおまかせ ダークウィング・ダック
  - ダックテイルズ
- ベイマックス ザ・シリーズ
  - ベイマックス／帰ってきたベイマックス
- ラプンツェル ザ・シリーズ
  - ラプンツェル あたらしい冒険

## ディズニー/ピクサーアニメーション
- カーズトゥーン メーターの世界つくり話
- カーズトゥーン ラジエーター・スプリングスの仲間たち
- スペース・レンジャー バズ・ライトイヤー
  - スペース・レンジャー バズ・ライトイヤー 帝王ザーグを倒せ!